# Jimmy McIlroy
James "Jimmy" McIlroy (Lambeg, 25 de outubro de 1931 – 20 de agosto de 2018) foi um futebolista norte-irlandês que atuava como meia.

## Carreira
McIlroy competiu na Copa do Mundo FIFA de 1958, sediada na Suécia, na qual a sua seleção terminou na sétima colocação dentre os 16 participantes. Faleceu em 20 de agosto de 2018 aos 86 anos de idade.